# ناحیه توسکروس، شهرستان استارک، اوهایو
توسکروس، شهرستان استارک، اوهایو (به انگلیسی: Tuscarawas Township, Stark County, Ohio) یک منطقهٔ مسکونی در ایالات متحده آمریکا است که در اوهایو واقع شده‌است.

## خصوصیات
توسکروس ۷۸٫۴ کیلومترمربع مساحت و ۶٬۰۹۳ نفر جمعیت دارد و ۳۲۶ متر بالاتر از سطح دریا واقع شده‌است.